# میرگنج، اوتار پرادش
میرگنج (به انگلیسی: Mirganj) یک منطقهٔ مسکونی در هند است که در Bareilly district واقع شده‌است.

## خصوصیات
میرگنج ۱۳٬۳۳۶ نفر جمعیت دارد و ۱۷۰ متر بالاتر از سطح دریا واقع شده‌است.